# Syam Ben Youssef
Syam Habib Ben Youssef (arabisch صيام بن يوسف, DMG Ṣiyām b. Yūsuf; * 31. März 1989 in Marseille) ist ein französisch-tunesischer Fußballspieler.

## Karriere

### Verein
Ben Youssef spielte in den Nachwuchsabteilungen der Vereine US Traminots Marseille und SC Bastia. Ab 2008 gehörte er ein Jahr lang dem Profikader SC Bastias an und wechselte dann zum tunesischen Verein Espérance Tunis. Nach zwei Spielzeiten wechselte er nach England zu Leyton Orient. Hier verweilte er nur eine Spielzeit und zog dann zum rumänischen Verein Astra Giurgiu weiter. Zur Saison 2015/16 kehrte er mit seinem Wechsel zu SM Caen nach Frankreich zurück.
In der Sommertransferperiode 2017 wurde Ben Youssef in die türkische Süper Lig an Kasımpaşa Istanbul abgegeben.
Nach zweieinhalb Jahren und 73 Einsätzen wechselte er zusammen mit seinem Mannschaftskollegen Özgür Çek innerhalb der Liga zum ägäischen Verein Denizlispor. Sein Vertrag wurde jedoch nach nur zwei Einsätzen aufgelöst. 2020 unterschrieb er einen neuen Vertrag bei CFR Cluj.

### Nationalmannschaft
Ben Youssef begann seine Nationalmannschaftskarriere 2008 mit einem Einsatz für die tunesische U-21-Nationalmannschaft.
Im Oktober 2013 debütierte Ben Youssef für die tunesische Nationalmannschaft.